# Skumulowany roczny wskaźnik wzrostu
Skumulowany roczny wskaźnik wzrostu (ang. compound annual growth rate, CAGR) – wskaźnik wykorzystywany do obliczeń średniego rocznego wzrostu pewnej wielkości w badanym okresie, np. średniego wzrostu zysków, wartości majątku, czy poziomu zatrudnienia w przedsiębiorstwie, w określonym latami przedziale czasowym. Przy wyliczaniu wartości wzrostu z pomocą modelu CAGR zakłada się, że średnie roczne wzrosty w badanym okresie dodawane są do wartości bazowej następnego roku.
Wskaźnik wyrażony jest następującym wzorem:
{\displaystyle CAGR(t_{0},t_{n})=\left({\frac {V(t_{n})}{V(t_{0})}}\right)^{\frac {1}{t_{n}-t_{0}}}-1,}
gdzie:
{\displaystyle V(t_{0})} – wartość początkowa w badanym okresie,
{\displaystyle V(t_{n})} – wartość końcowa w badanym okresie,
{\displaystyle t_{0}} – rok początkowy badanego okresu,
{\displaystyle t_{n}} – rok końcowy badanego okresu.

## Przykład
Spółka Alpha odnotowała następujące poziomy zysków w latach 2010–2015:
| Rok  | Zyski spółki Alpha (tys. PLN) |
| ---- | ----------------------------- |
| 2010 | 4587                          |
| 2011 | 5789                          |
| 2012 | 6500                          |
| 2013 | 7345                          |
| 2014 | 6900                          |
| 2015 | 7200                          |

Skumulowany średni roczny wzrost zysków Spółki Alpha w okresie 2010–2015 obliczony z wykorzystaniem metody CAGR wynosi:
{\displaystyle CAGR(2010,2015)=\left({\frac {7200}{4587}}\right)^{\frac {1}{2015-2010}}-1=9{,}44\%}